# Distrikt Tintay
Der Distrikt Tintay liegt in der Provinz Aymaraes der Region Apurímac in Südzentral-Peru. Der am 28. Dezember 1961 gegründete Distrikt hat eine Fläche von 142 km². Beim Zensus 2017 wurden 2407 Einwohner gezählt. Im Jahr 1993 lag die Einwohnerzahl bei 3208, im Jahr 2007 bei 3052. Die Distriktverwaltung befindet sich in der 2772 m hoch gelegenen Ortschaft Tintay mit 780 Einwohnern (Stand 2017). Tintay liegt 38 km nordnordöstlich der Provinzhauptstadt Chalhuanca.

## Geographische Lage
Der Distrikt Tintay liegt im Andenhochland im äußersten Nordosten der Provinz Aymaraes. Der Río Pachachaca durchquert den Süden des Distrikts in nordöstlicher Richtung.
Der Distrikt Tintay grenzt im Westen an die Distrikte Lucre und San Juan de Chacña, im äußersten Norden an die Distrikte San Jerónimo und Kishuara, im Nordosten an den Distrikt Pichirhua sowie im Süden an die Distrikte Chapimarca und Colcabamba.